# Robert Kardashian
Robert George Kardashian (Los Ángeles, 22 de febrero de 1944-Los Ángeles, 30 de septiembre de 2003) fue un abogado estadounidense de origen armenio. Conocido por ser amigo y uno de los abogados de O. J. Simpson durante el juicio mediático en el que el exjugador fue acusado de dos homicidios en 1995. Era padre de Kourtney, Kim, Khloé y Rob Kardashian, fruto de su matrimonio con Kris Jenner.

## Primeros años
Robert era de ascendencia armenia. Provenía de una familia de clase alta de Los Ángeles (California), dedicada a los sectores cárnico y lácteo. Obtuvo su Juris doctor de la Universidad de San Diego y practicó durante una década; después de eso, entró en los negocios familiares. Cuando presentó el caso O. J. Simpson en 1995, habían pasado más de veinte años desde que Kardashian comenzara a ejercer la abogacía.

## Caso O. J. Simpson
Kardashian y Simpson se conocieron a comienzos de 1970 y se hicieron amigos cercanos. Kardashian dejó que su licencia para ejercer la abogacía se hiciera inactiva durante tres años antes del caso Simpson. Reactivó su licencia en su equipo legal. Él se sentó junto a Simpson a lo largo del juicio.
Simpson se quedó en la casa de Kardashian durante los días siguientes al asesinato de Nicole Brown Simpson y Ronald Goldman. Kardashian fue visto llevando la bolsa de prendas de vestir que Simpson llevó puestas desde Chicago. Los fiscales especularon que la bolsa podía contener la ropa con sangre de Simpson o el arma del crimen.
Simpson no se entregó a la policía hasta las 11 a. m. el 17 de junio de 1994 como se había acordado, y Kardashian leyó una carta escrita por Simpson para los medios. La carta fue interpretada por muchos como una carta de suicidio.

## Muerte
Robert Kardashian murió el 30 de septiembre de 2003 debido a un cáncer de esófago. Tenía cincuenta y nueve años de edad al momento de su muerte.